# Seydou Keita
Seydou Keita (Bamako, 16 de gener del 1980) és un exfutbolista professional malià que jugava en la posició de migcampista.

## Carrera esportiva
En arribar de l'Àfrica, el primer equip on va militar va ser l'Olympique de Marsella, tot i que aviat va ser cedit al FC Lorient. Dos anys després va fitxar pel RC Lens on va jugar cinc temporades i va arribar a ser el capità de l'equip.
El Sevilla FC l'incorporà l'11 de juliol de 2007 per 4 milions d'euros. Al club andalús hi va fer una gran temporada, fet que li va permetre de fitxar pel Barça l'any següent, el 26 de maig de 2008, quan el club català va pagar la seva clàusula de rescissió, de 14 milions d'euros.
El 28 d'agost de 2009 jugà com a titular en el partit de la Supercopa d'Europa que enfrontà el Barça contra l'FC Xakhtar Donetsk, que l'equip blaugrana guanyà per 1 a 0 en la pròrroga.
El 31 d'agost de 2010 signà una ampliació i millora de contracte, que li permetria renovar any rere any fins al 2014 en funció del rendiment durant la temporada. Amb aquest nova relació contractual amplià la seva clàusula de rescissió de noranta a cent milions d'euros.
El juny de 2014 va anunciar el seu fitxatge per l'AS Roma i que no renovaria amb el València CF, per tal de poder jugar la Champions League la temporada següent.

## Palmarès

### FC Lorient
- 1 Copa francesa (2002)

### Sevilla FC
- 1 Supercopa d'Espanya (2007)

### FC Barcelona
- 2 Campionats del Món de Clubs (2009), (2011)[5]
- 2 Supercopes d'Europa (2009,[2] 2011)[6]
- 2 Lligues de Campions de la UEFA (2008-09, 2010-11)
- 3 Supercopes d'Espanya (2009, 2010, 2011)
- 3 Lligues espanyoles (2008/09, 2009/10, 2010/11)
- 2 Copa del Rei (2008/09 i 2011/12)